# Городище (Печорский район)
Городи́ще — деревня в Печорском районе Псковской области России. Входит в состав сельского поселения «Круппская волость».

## Общие сведения
Расположена на севере района не левом берегу реки Пиуза (Пимжа), в 4 км к западу от волостного центра, деревни Крупп. В 1 км к западу от деревни проходит граница РФ с Эстонией.
У деревни находятся объекты культурного наследия: городище, курган (с каменным крестом) и городище «Городская гора».

## История
В 1944 году деревня входила в волость Ярвесуу Печорского уезда Эстонской Республики.
21 мая 2011 года в деревне был освящён новый храм.

## Население
Численность населения деревни составляет 51 житель (2000 год).
| 2001 | 2002 | 2010 |
| ---- | ---- | ---- |
| 51   | ↘36  | ↘31  |